# Artocarpus sarawakensis
Artocarpus sarawakensis là một loài thực vật có hoa trong họ Moraceae. Loài này được F.M.Jarrett mô tả khoa học đầu tiên năm 1975.